# Леклерк, Жан-Марк
Йомо (JoMo) (или фр. Jean-Marc Leclercq, родился 10 октября 1961 года) — французский певец и эсперантист. Он начал выступать в 1977 и стал эсперантистом в 1988.
Сам он родом из Лиона, но в настоящее время[какое?] живёт в Тулузе. Он пел в группе Les Rosemary’s Babies, которая выпустила два CD диска во французской студии звукозаписи Boucherie et Willins Production.
Его музыка отмечается языковым разнообразием. Он исполняет как народные песни так и композиции в стиле рок на 22 языках мира, в том числе на эсперанто, на чувашском и т. д. Благодаря этому его имя внесено в Книгу рекордов Гиннесса.

## Дискография
- 1998: JoMo kaj Liberecanoj (ЙоМо и "Борцы за свободу")
- 2001: JoMo Friponas! (ЙоМо мухлюет!)
- 2006: Jomo slavumas (ЙоМо поет на славянских языках)
- 2010: Afrika Kompilo (Африканский сборник)
- 2016: jOmO okcitanas

## Книги
- Jean-Marc Leclercq, Sèrgi Javaloyès: Le gascon de poche. Assimil, Chennevières sur Marne 2004, ISBN 2-7005-0345-7.
- Jean-Marc Leclercq: Ucraïna. Institut d’Estudis Occitans, Puylaurens 2006, ISBN 2-85910-385-6.
- Jean-Marc Leclercq: Diccionari de rimas. Per Noste, Orthez 2012, ISBN 978-2-86866-097-8.